# Régions de la Nouvelle-Zélande
 (mars 2025).
Si vous disposez d'ouvrages ou d'articles de référence ou si vous connaissez des sites web de qualité traitant du thème abordé ici, merci de compléter l'article en donnant les références utiles à sa vérifiabilité et en les liant à la section « Notes et références ».

Régions de Nouvelle-Zélande :
1 - Northland 2 - Auckland
3 - Waikato 4 - Baie de l'Abondance
5 - Gisborne 6 - Hawke's Bay
7 - Taranaki 8 - Manawatū-Whanganui
9 - Wellington
10 - Tasman 11 - Nelson
12 - Marlborough 13 - West Coast
14 - Canterbury 15 - Otago
16 - Southland

Région (en anglais : region ; en maori de Nouvelle-Zélande : takiwā) est le terme officiel pour le plus haut niveau de gouvernement local en Nouvelle-Zélande. Il y existe douze régions, chacune gouvernée par un conseil régional démocratiquement élu. Quatre autorités territoriales possèdent également les attributions du conseil régional en plus de leurs attributions propres. Celles-ci sont nommées autorités unitaires. Les frontières régionales suivent parfois les limites des autorités territoriales, mais il existe un grand nombre d'exceptions. La frontière sud de la région d'Auckland, par exemple, traverse le milieu du district de Franklin.

## Responsabilités
Les autorités régionales sont essentiellement responsables pour la gestion de l'environnement, y compris l'eau, le rejet de polluants et les affaires côtières, gestion des cours et plans d'eau, y compris le contrôle des inondations et du drainage, ainsi que la gestion des domaines régionaux, le transport régional, biosécurité et contrôle des pesticides. De leur côté, les autorités territoriales sont responsables du cadastre local, des réseaux locaux tel les égouts, évacuation d'eau, et gestion des déchets; des routes locales, bibliothèques, parcs et réserves, et développement de la communauté. Les taxes foncières financent tant les gouvernements régionaux que locaux. Il existe souvent un fort degré de coopération entre les autorités régionales, et les autorités territoriales, étant donné leurs rôles complémentaires.

## Liste des régions[1]
Liste des conseils régionaux et autorités unitaires, approximativement du nord au sud (les noms officiels sont entre parenthèses) :
- Northland
- Auckland
- Waikato (Waikato Regional Council)
- Baie de l'Abondance (Environment BOP)
- Gisborne - autorité unitaire
- Hawke's Bay
- Taranaki
- Manawatū-Whanganui (Horizons Regional Council)
- Wellington (Greater Wellington Regional Council)
- Tasman - autorité unitaire
- Marlborough - autorité unitaire
- Nelson - autorité unitaire
- West Coast
- Canterbury (Environment Canterbury)
- Otago
- Southland (Environment Southland)

Les ISO 3166-2-codes pour chacune d'entre elles figurent dans ISO 3166-2:NZ.

## Zones en dehors des limites régionales
La Nouvelle-Zélande possède un certain nombre d'îles qui ne font partie d'aucune région. Les Îles Chatham ne forment pas de région, bien que leur conseil agisse comme une région d'après le Resource Management Act (« loi sur la gestion des ressources »). Aux Tokelau, chacun des trois atolls composant ce petit archipel polynésien dispose de son propre centre administratif. Les Îles Kermadec et les territoires sub-antarctiques néo-zélandais sont habités uniquement par quelques membres d'équipes de conservation. Le ministère de la Conservation agit comme autorité régionale pour ces territoires.

## Gouvernement
Les conseils sont élus au scrutin populaire tous les trois ans. Le gagnant est désigné soit au nombre de votes, ou via le système de vote unique transférable. 